# Assassinatos na Academia Brasileira de Letras
Assassinatos na Academia Brasileira de Letras é um livro de ficção escrito por Jô Soares e publicado pela Companhia das Letras no ano de 2005. O romance trata de uma série paradoxal de assassinatos dos "imortais" da Academia Brasileira de Letras.

## Enredo
De início há a suspeita de um notório serial killer literário que ameaça a vida dos imortais da Academia. De fato, o assassinato de dois escritores em circunstâncias pouco conhecidas colocam o detetive Machado Machado e seu colega legista Gilberto de Penna-Monteiro numa busca do assassino bem como seus métodos obscuros de envenenamento.
O nome do personagem principal é Machado Machado, que foi assim batizado em homenagem ao escritor preferido de seu pai, e mais tarde o seu próprio, Machado de Assis. E, como seu pai chamava-se Rubino Machado, seu filho herdou-lhe o sobrenome. Em toda a obra há cenas de surpresa e ironias dos personagens surpresos com o conhecimento de "um simples detetive" que cita quase literalmente o Presidente Perpétuo da Academia, Machado de Assis.
Ao longo do enredo, Jô Soares revela um clima de corrupção entre os membros da Academia Brasileira de Letras, como o próprio senador Belizário Bezerra, que apenas por sua reputação, enquanto dono de terras e envergadura moral, viria a ser um imortal. 